# Velike enotedenske dirke (kolesarstvo)
Velike enotedenske dirke so skupina sedmih največjih enotedenskih cestnokolesarskih dirk na svetu, vse del svetovne serije UCI World Tour. 
Vse te enotedenske dirke potekajo v spomladanskem delu med marcem in junijem. Med te po vrstnem redu spadajo Pariz–Nica, Tirreno–Adriatico, Dirka po Kataloniji, Dirka po Baskiji, Dirka po Romandiji, Auvergne-Rona-Alpe in Dirka po Švici. Prvi dve dirki na koledarju potekata istočasno.
V tej kategoriji so izjemno uspešni tudi slovenski kolesarji, ki so do zdaj skupno dosegli 20 zmag. Primož Roglič je prvi in do zdaj edini v zgodovini, ki je zmagal na šestih različnih dirkah. Da kot prvi kolesar v zgodovini osvoji sedmerček, mu v zbirki tako manjka le še Dirka po Švici, skupno ima že 11 zmag in zaostaja le še za Seanom Kellyem (14 zmag). Od Slovencev so zmagali še Tadej Pogačar (5), Simon Špilak (3) in Janez Brajkovič (1). 

## Seznam

### 7 velikih enotedenskih dirk
| Od   | Dirka               | Termin    | Št. etap   | Največ zmag                                                                                  | Št. izvedb |
| ---- | ------------------- | --------- | ---------- | -------------------------------------------------------------------------------------------- | ---------- |
| 1933 | Pariz–Nica          | marec     | 8          | Sean Kelly (7x)                                                                              | 83         |
| 1966 | Tirreno–Adriatico   | marec     | 7          | Roger De Vlaeminck (6x)                                                                      | 60         |
| 1911 | Dirka po Kataloniji | marec     | 7          | Mariano Cañardo (7x)                                                                         | 104        |
| 1924 | Dirka po Baskiji    | april     | 6          | José Antonio González (4x) Alberto Contador (4x)                                             | 64         |
| 1947 | Dirka po Romandiji  | april–maj | 5 + prolog | Stephen Roche (3x)                                                                           | 78         |
| 1947 | Auvergne−Rona−Alpe  | junij     | 8          | Nello Lauredi (3x) Luis Ocaña (3x) Bernard Hinault (3x) Charly Mottet (3x) Chris Froome (3x) | 77         |
| 1933 | Dirka po Švici      | junij     | 8          | Pasquale Fornara (4x)                                                                        | 88         |

- Do tega trenutka (od leta 1911 do leta 2025), so izpeljali skupno že 554 največjih enotedenskih dirk na svetu.

### Vse majice
| Dirka               | Skupno | Po točkah | Gorski cilji | Mladi kolesar | Ekipno      | Borbenost |
| ------------------- | ------ | --------- | ------------ | ------------- | ----------- | --------- |
| Pariz–Nica          |        |           |              |               |             |           |
| Tirreno–Adriatico   |        |           |              |               | brez majice | N/A       |
| Dirka po Kataloniji |        |           |              |               |             |           |
| Dirka po Baskiji    |        |           |              |               |             |           |
| Dirka po Romandiji  |        |           |              |               | brez majice |           |
| Auvergne−Rona−Alpe  |        |           |              |               |             |           |
| Dirka po Švici      |        |           |              |               |             |           |

## Statistika

### Vsi zmagovalci po letih
| Leto | Pariz–Nica                        | Tirreno–Adriatico        | Dirka po Kataloniji               | Dirka po Baskiji            | Dirka po Romandiji        | Auvergne-Rona-Alpe         | Dirka po Švici             | Leto |
| ---- | --------------------------------- | ------------------------ | --------------------------------- | --------------------------- | ------------------------- | -------------------------- | -------------------------- | ---- |
| 1911 | začetek leta 1933                 | začetek leta 1966        | Sebastián Masdeu                  | začetek leta 1924           | začetek leta 1947         | začetek leta 1947          | začetek leta 1933          | 1911 |
| 1912 | začetek leta 1933                 | začetek leta 1966        | Josép Magdalena                   | začetek leta 1924           | začetek leta 1947         | začetek leta 1947          | začetek leta 1933          | 1912 |
| 1913 | začetek leta 1933                 | začetek leta 1966        | Juan Martí                        | začetek leta 1924           | začetek leta 1947         | začetek leta 1947          | začetek leta 1933          | 1913 |
| 1914 | začetek leta 1933                 | začetek leta 1966        | odpoved zaradi I. svetovne vojne  | začetek leta 1924           | začetek leta 1947         | začetek leta 1947          | začetek leta 1933          | 1914 |
| 1915 | začetek leta 1933                 | začetek leta 1966        | odpoved zaradi I. svetovne vojne  | začetek leta 1924           | začetek leta 1947         | začetek leta 1947          | začetek leta 1933          | 1915 |
| 1916 | začetek leta 1933                 | začetek leta 1966        | odpoved zaradi I. svetovne vojne  | začetek leta 1924           | začetek leta 1947         | začetek leta 1947          | začetek leta 1933          | 1916 |
| 1917 | začetek leta 1933                 | začetek leta 1966        | odpoved zaradi I. svetovne vojne  | začetek leta 1924           | začetek leta 1947         | začetek leta 1947          | začetek leta 1933          | 1917 |
| 1918 | začetek leta 1933                 | začetek leta 1966        | odpoved zaradi I. svetovne vojne  | začetek leta 1924           | začetek leta 1947         | začetek leta 1947          | začetek leta 1933          | 1918 |
| 1919 | začetek leta 1933                 | začetek leta 1966        | odpoved zaradi I. svetovne vojne  | začetek leta 1924           | začetek leta 1947         | začetek leta 1947          | začetek leta 1933          | 1919 |
| 1920 | začetek leta 1933                 | začetek leta 1966        | José Pelletier                    | začetek leta 1924           | začetek leta 1947         | začetek leta 1947          | začetek leta 1933          | 1920 |
| 1921 | začetek leta 1933                 | začetek leta 1966        | brez dirk                         | začetek leta 1924           | začetek leta 1947         | začetek leta 1947          | začetek leta 1933          | 1921 |
| 1922 | začetek leta 1933                 | začetek leta 1966        | brez dirk                         | začetek leta 1924           | začetek leta 1947         | začetek leta 1947          | začetek leta 1933          | 1922 |
| 1923 | začetek leta 1933                 | začetek leta 1966        | Maurice Ville                     | začetek leta 1924           | začetek leta 1947         | začetek leta 1947          | začetek leta 1933          | 1923 |
| 1924 | začetek leta 1933                 | začetek leta 1966        | Mució Miquel (1/2)                | Francis Pélissier           | začetek leta 1947         | začetek leta 1947          | začetek leta 1933          | 1924 |
| 1925 | začetek leta 1933                 | začetek leta 1966        | Mució Miquel (2/2)                | Auguste Verdyck             | začetek leta 1947         | začetek leta 1947          | začetek leta 1933          | 1925 |
| 1926 | začetek leta 1933                 | začetek leta 1966        | Víctor Fontan (1/3)               | Nicolas Frantz              | začetek leta 1947         | začetek leta 1947          | začetek leta 1933          | 1926 |
| 1927 | začetek leta 1933                 | začetek leta 1966        | Víctor Fontan (2/3)               | Víctor Fontan (3/3)         | začetek leta 1947         | začetek leta 1947          | začetek leta 1933          | 1927 |
| 1928 | začetek leta 1933                 | začetek leta 1966        | Mariano Cañardo (1/8)             | Maurice De Waele (1/2)      | začetek leta 1947         | začetek leta 1947          | začetek leta 1933          | 1928 |
| 1929 | začetek leta 1933                 | začetek leta 1966        | Mariano Cañardo (2/8)             | Maurice De Waele (2/2)      | začetek leta 1947         | začetek leta 1947          | začetek leta 1933          | 1929 |
| 1930 | začetek leta 1933                 | začetek leta 1966        | Mariano Cañardo (3/8)             | Mariano Cañardo (4/8)       | začetek leta 1947         | začetek leta 1947          | začetek leta 1933          | 1930 |
| 1931 | začetek leta 1933                 | začetek leta 1966        | Salvador Cardona                  | brez dirk                   | začetek leta 1947         | začetek leta 1947          | začetek leta 1933          | 1931 |
| 1932 | začetek leta 1933                 | začetek leta 1966        | Mariano Cañardo (5/8)             | brez dirk                   | začetek leta 1947         | začetek leta 1947          | začetek leta 1933          | 1932 |
| 1933 | Alphonse Schepers                 | začetek leta 1966        | Alfredo Bovet                     | brez dirk                   | začetek leta 1947         | začetek leta 1947          | Max Bulla                  | 1933 |
| 1934 | Gaston Rebry                      | začetek leta 1966        | Bernardo Rogora                   | brez dirk                   | začetek leta 1947         | začetek leta 1947          | Ludwig Geyer               | 1934 |
| 1935 | René Vietto                       | začetek leta 1966        | Mariano Cañardo (6/8)             | Gino Bartali (1/4)          | začetek leta 1947         | začetek leta 1947          | Gaspard Rinaldi            | 1935 |
| 1936 | Maurice Archambaud (1/2)          | začetek leta 1966        | Mariano Cañardo (7/8)             | brez dirk                   | začetek leta 1947         | začetek leta 1947          | Henri Garnier              | 1936 |
| 1937 | Roger Lapébie                     | začetek leta 1966        | odpoved zaradi državljanske vojne | brez dirk                   | začetek leta 1947         | začetek leta 1947          | Karl Litschi               | 1937 |
| 1938 | Jules Lowie                       | začetek leta 1966        | odpoved zaradi državljanske vojne | brez dirk                   | začetek leta 1947         | začetek leta 1947          | Giovanni Valetti           | 1938 |
| 1939 | Maurice Archambaud (2/2)          | začetek leta 1966        | Mariano Cañardo (8/8)             | brez dirk                   | začetek leta 1947         | začetek leta 1947          | Robert Zimmermann          | 1939 |
| 1940 | odpoved zaradi II. svetovne vojne | začetek leta 1966        | Christophe Didier                 | brez dirk                   | začetek leta 1947         | začetek leta 1947          | brez dirke                 | 1940 |
| 1941 | odpoved zaradi II. svetovne vojne | začetek leta 1966        | Antonio Andrés Sancho             | brez dirk                   | začetek leta 1947         | začetek leta 1947          | Josef Wagner               | 1941 |
| 1942 | odpoved zaradi II. svetovne vojne | začetek leta 1966        | Fédérico Ezquerra                 | brez dirk                   | začetek leta 1947         | začetek leta 1947          | Ferdinand Kübler (1/5)     | 1942 |
| 1943 | odpoved zaradi II. svetovne vojne | začetek leta 1966        | Julián Berrendero (1/2)           | brez dirk                   | začetek leta 1947         | začetek leta 1947          | brez dirk                  | 1943 |
| 1944 | odpoved zaradi II. svetovne vojne | začetek leta 1966        | Miguel Casas                      | brez dirk                   | začetek leta 1947         | začetek leta 1947          | brez dirk                  | 1944 |
| 1945 | odpoved zaradi II. svetovne vojne | začetek leta 1966        | Bernardo Ruiz                     | brez dirk                   | začetek leta 1947         | začetek leta 1947          | brez dirk                  | 1945 |
| 1946 | Fermo Camellini                   | začetek leta 1966        | Julián Berrendero (2/2)           | brez dirk                   | začetek leta 1947         | začetek leta 1947          | Gino Bartali (2/4)         | 1946 |
| 1947 | brez dirk                         | začetek leta 1966        | Emilio Rodríguez (1/2)            | brez dirk                   | Désiré Keteleer           | Edward Klabiński           | Gino Bartali (3/4)         | 1947 |
| 1948 | brez dirk                         | začetek leta 1966        | Emilio Rodríguez (2/2)            | brez dirk                   | Ferdinand Kübler (2/5)    | Édouard Fachleitner (1/2)  | Ferdinand Kübler (3/5)     | 1948 |
| 1949 | brez dirk                         | začetek leta 1966        | Émile Rol                         | brez dirk                   | Gino Bartali (4/4)        | Lucien Lazaridès           | Gottfried Weilenmann       | 1949 |
| 1950 | brez dirk                         | začetek leta 1966        | Antonio Gelabert                  | brez dirk                   | Édouard Fachleitner (2/2) | Nello Lauredi (1/3)        | Hugo Koblet (1/4)          | 1950 |
| 1951 | Roger Decock                      | začetek leta 1966        | Primo Volpi                       | brez dirk                   | Ferdinand Kübler (4/5)    | Nello Lauredi (2/3)        | Ferdinand Kübler (5/5)     | 1951 |
| 1952 | Louison Bobet (1/2)               | začetek leta 1966        | Miguel Poblet (1/2)               | brez dirk                   | Wout Wagtmans             | Jean Dotto (1/2)           | Pasquale Fornara (1/5)     | 1952 |
| 1953 | Jean-Pierre Munch                 | začetek leta 1966        | Salvador Botella (1/2)            | brez dirk                   | Hugo Koblet (2/4)         | Lucien Teisseire           | Hugo Koblet (3/4)          | 1953 |
| 1954 | Raymond Impanis (1/2)             | začetek leta 1966        | Walter Serena                     | brez dirk                   | Jean Forestier (1/2)      | Nello Lauredi (3/3)        | Pasquale Fornara (2/5)     | 1954 |
| 1955 | Jean Bobet                        | začetek leta 1966        | José Gómez del Moral              | brez dirk                   | René Strehler             | Louison Bobet (2/2)        | Hugo Koblet (4/4)          | 1955 |
| 1956 | Fred De Bruyne (1/2)              | začetek leta 1966        | Aniceto Utset                     | brez dirk                   | Pasquale Fornara (3/5)    | Alex Close                 | Rolf Graf                  | 1956 |
| 1957 | Jacques Anquetil (1/9)            | začetek leta 1966        | Jesús Loroño                      | brez dirk                   | Jean Forestier (2/2)      | Marcel Rohrbach            | Pasquale Fornara (4/5)     | 1957 |
| 1958 | Fred De Bruyne (2/2)              | začetek leta 1966        | Richard Van Genechten             | brez dirk                   | Gilbert Bauvin            | Louis Rostollan (1/3)      | Pasquale Fornara (5/5)     | 1958 |
| 1959 | Jean Graczyck                     | začetek leta 1966        | Salvador Botella (2/2)            | brez dirk                   | Kurt Gimmi                | Henry Anglade              | Hans Junkermann (1/2)      | 1959 |
| 1960 | Raymond Impanis (2/2)             | začetek leta 1966        | Miguel Poblet (2/2)               | brez dirk                   | Louis Rostollan (2/3)     | Jean Dotto (2/2)           | Alfred Rüegg               | 1960 |
| 1961 | Jacques Anquetil (2/9)            | začetek leta 1966        | Henri Duez                        | brez dirk                   | Louis Rostollan (3/3)     | Brian Robinson             | Attilio Moresi             | 1961 |
| 1962 | Joseph Planckaert                 | začetek leta 1966        | Antonio Karmany                   | brez dirk                   | Guido De Rosso            | Raymond Mastrotto          | Hans Junkermann (2/2)      | 1962 |
| 1963 | Jacques Anquetil (3/9)            | začetek leta 1966        | Joseph Novales                    | brez dirk                   | Willy Bocklant            | Jacques Anquetil (4/9)     | Giuseppe Fezzardi          | 1963 |
| 1964 | Jan Janssen                       | začetek leta 1966        | Joseph Carrara                    | brez dirk                   | Rolf Maurer (1/2)         | Valentín Uriona            | Rolf Maurer (2/2)          | 1964 |
| 1965 | Jacques Anquetil (5/9)            | začetek leta 1966        | Antonio Gómez del Moral           | brez dirk                   | Vittorio Adorni (1/3)     | Jacques Anquetil (6/9)     | Franco Bitossi (1/3)       | 1965 |
| 1966 | Jacques Anquetil (7/9)            | Dino Zandegù             | Arie den Hartog                   | brez dirk                   | Gianni Motta (1/3)        | Raymond Poulidor (1/4)     | Ambrogio Portalupi         | 1966 |
| 1967 | Tom Simpson                       | Franco Bitossi (2/3)     | Jacques Anquetil (8/9)            | brez dirk                   | Vittorio Adorni (2/3)     | brez dirk                  | Gianni Motta (2/3)         | 1967 |
| 1968 | Rolf Wolfshohl                    | Claudio Michelotto       | Eddy Merckx (1/7)                 | brez dirk                   | Eddy Merckx (2/7)         | brez dirk                  | Louis Pfenninger (1/2)     | 1968 |
| 1969 | Eddy Merckx (3/7)                 | Carlo Chiappano          | Mariano Díaz                      | Jacques Anquetil (9/9)      | Felice Gimondi            | Raymond Poulidor (2/4)     | Vittorio Adorni (3/3)      | 1969 |
| 1970 | Eddy Merckx (4/7)                 | Antoon Houbrechts        | Franco Bitossi (3/3)              | Luis Pedro Santamarina      | Gösta Pettersson          | Luis Ocaña (1/6)           | Roberto Poggiali           | 1970 |
| 1971 | Eddy Merckx (5/7)                 | Italo Zilioli            | Luis Ocaña (2/6)                  | Luis Ocaña (3/6)            | Gianni Motta (3/3)        | Eddy Merckx (6/7)          | Georges Pintens            | 1971 |
| 1972 | Raymond Poulidor (3/4)            | Roger De Vlaeminck (1/7) | Felice Gimondi                    | José Antonio González (1/4) | Bernard Thévenet (1/4)    | Luis Ocaña (4/6)           | Louis Pfenninger (2/2)     | 1972 |
| 1973 | Raymond Poulidor (4/4)            | Roger De Vlaeminck (2/7) | Domingo Perurena                  | Luis Ocaña (5/6)            | Wilfried David            | Luis Ocaña (6/6)           | José Manuel Fuente         | 1973 |
| 1974 | Joop Zoetemelk (1/5)              | Roger De Vlaeminck (3/7) | Bernard Thévenet (2/4)            | Miguel María Lasa           | Joop Zoetemelk (2/5)      | Alain Santy                | Eddy Merckx (7/7)          | 1974 |
| 1975 | Joop Zoetemelk (3/5)              | Roger De Vlaeminck (4/7) | Fausto Bertoglio                  | José Antonio González (2/4) | Francisco Galdós          | Bernard Thévenet (3/4)     | Roger De Vlaeminck (5/7)   | 1975 |
| 1976 | Michel Laurent                    | Roger De Vlaeminck (6/7) | Enrique Martínez                  | Gianbattista Baronchelli    | Johan De Muynck           | Bernard Thévenet (4/4)     | Hennie Kuiper              | 1976 |
| 1977 | Freddy Maertens (1/2)             | Roger De Vlaeminck (7/7) | Freddy Maertens (2/2)             | José Antonio González (3/4) | Gianbattista Baronchelli  | Bernard Hinault (1/4)      | Michel Pollentier (1/2)    | 1977 |
| 1978 | Gerrie Knetemann                  | Giuseppe Saronni (1/4)   | Francesco Moser (1/3)             | José Antonio González (4/4) | Johan van der Velde (1/2) | Michel Pollentier (2/2)    | Paul Wellens               | 1978 |
| 1979 | Joop Zoetemelk (4/5)              | Knut Knudsen             | Vicente Belda                     | Giovanni Battaglin          | Giuseppe Saronni (2/4)    | Bernard Hinault (2/4)      | Wilfried Wesemael          | 1979 |
| 1980 | Gilbert Duclos-Lassalle           | Francesco Moser (2/3)    | Marino Lejarreta                  | Alberto Fernández (1/2)     | Bernard Hinault (3/4)     | Johan van der Velde (2/2)  | Mario Beccia               | 1980 |
| 1981 | Stephen Roche (1/5)               | Francesco Moser (3/3)    | Faustino Rupérez                  | Silvano Contini             | Tommy Prim (1/2)          | Bernard Hinault (4/4)      | Beat Breu (1/2)            | 1981 |
| 1982 | Sean Kelly (1/14)                 | Giuseppe Saronni (3/4)   | Alberto Fernández (2/2)           | José Luis Laguía            | Jostein Wilmann           | Michel Laurent             | Giuseppe Saronni (4/4)     | 1982 |
| 1983 | Sean Kelly (2/14)                 | Roberto Visentini        | José Recio                        | Julián Gorospe (1/2)        | Stephen Roche (2/5)       | Greg LeMond                | Sean Kelly (3/14)          | 1983 |
| 1984 | Sean Kelly (4/14)                 | Tommy Prim (2/2)         | Sean Kelly (5/14)                 | Sean Kelly (6/14)           | Stephen Roche (3/5)       | Martín Ramírez             | Urs Zimmermann (1/2)       | 1984 |
| 1985 | Sean Kelly (7/14)                 | Joop Zoetemelk (5/5)     | Robert Millar (1/2)               | Pello Ruiz Cabestany        | Jörg Müller               | Phil Anderson (1/3)        | Phil Anderson (2/3)        | 1985 |
| 1986 | Sean Kelly (8/14)                 | Luciano Rabottini        | Sean Kelly (9/14)                 | Sean Kelly (10/14)          | Claude Criquielion        | Urs Zimmermann (2/2)       | Andrew Hampsten (1/3)      | 1986 |
| 1987 | Sean Kelly (11/14)                | Rolf Sorensen            | Álvaro Pino                       | Sean Kelly (12/14)          | Stephen Roche (4/5)       | Charly Mottet (1/4)        | Andrew Hampsten (2/3)      | 1987 |
| 1988 | Sean Kelly (13/14)                | Erich Mächler            | Miguel Induráin (1/7)             | Erik Breukink               | Gerard Veldscholten       | Luis Herrera (1/2)         | Helmut Wechselberger       | 1988 |
| 1989 | Miguel Induráin (2/7)             | Tony Rominger (1/9)      | Marino Lejarreta                  | Stephen Roche (5/5)         | Phil Anderson (3/3)       | Charly Mottet (2/4)        | Beat Breu (2/2)            | 1989 |
| 1990 | Miguel Induráin (3/7)             | Tony Rominger (2/9)      | Laudelino Cubino                  | Julián Gorospe (2/2)        | Charly Mottet (3/4)       | Robert Millar (2/2)        | Sean Kelly (14/14)         | 1990 |
| 1991 | Tony Rominger (3/9)               | Herminio Díaz-Zabala     | Miguel Induráin (4/7)             | Claudio Chiappucci (1/2)    | Tony Rominger (4/9)       | Luis Herrera (2/2)         | Luc Roosen                 | 1991 |
| 1992 | Jean-François Bernard             | Rolf Sørensen            | Miguel Induráin (5/7)             | Tony Rominger (5/9)         | Andrew Hampsten (3/3)     | Charly Mottet (4/4)        | Giorgio Furlan (1/2)       | 1992 |
| 1993 | Alex Zülle (1/5)                  | Maurizio Fondriest       | Álvaro Mejía                      | Tony Rominger (6/9)         | Pascal Richard (1/3)      | Laurent Dufaux (1/3)       | Marco Saligari             | 1993 |
| 1994 | Toni Rominger (7/9)               | Giorgio Furlan (2/2)     | Claudio Chiappucci (2/2)          | Tony Rominger (8/9)         | Pascal Richard (2/3)      | Laurent Dufaux (2/3)       | Pascal Richard (3/3)       | 1994 |
| 1995 | Laurent Jalabert (1/6)            | Stefano Colagé           | Laurent Jalabert (2/6)            | Alex Zülle (2/5)            | Toni Rominger (9/9)       | Miguel Induráin (6/7)      | Pavel Tonkov (1/2)         | 1995 |
| 1996 | Laurent Jalabert (3/6)            | F. Casagrande (1/3)      | Alex Zülle (3/5)                  | F. Casagrande (2/3)         | Abraham Olano             | Miguel Induráin (7/7)      | Peter Luttenberger         | 1996 |
| 1997 | Laurent Jalabert (4/6)            | Roberto Petito           | Fernando Escartín                 | Alex Zülle (4/5)            | Pavel Tonkov (2/2)        | Udo Bölts                  | Christophe Agnolutto       | 1997 |
| 1998 | Frank Vandenbroucke               | Rolf Järmann             | Hernán Buenahora                  | Íñigo Cuesta                | Laurent Dufaux (3/3)      | Armand de Las Cuevas       | Stefano Garzelli           | 1998 |
| 1999 | Michael Boogerd                   | Michele Bartoli          | Manuel Beltrán                    | Laurent Jalabert (5/6)      | Laurent Jalabert (6/6)    | Aleksander Vinokurov (1/4) | F. Casagrande (3/3)        | 1999 |
| 2000 | Andreas Klöden (1/5)              | Abraham Olano            | José María Jiménez                | Andreas Klöden (2/5)        | Paolo Savoldelli          | Tyler Hamilton (1/3)       | Oscar Camenzind            | 2000 |
| 2001 | Dario Frigo (1/3)                 | Davide Rebellin (1/2)    | Joseba Beloki                     | Raimondas Rumšas            | Dario Frigo (2/3)         | Christophe Moreau          | Gilberto Simoni            | 2001 |
| 2002 | Aleksander Vinokurov (2/4)        | Erik Dekker              | Roberto Heras                     | Aitor Osa                   | Dario Frigo (3/3)         | razveljavljeno             | Alex Zülle (5/5)           | 2002 |
| 2003 | Aleksander Vinokurov (3/4)        | Filippo Pozzato          | José A. Pecharromán               | Iban Mayo (1/2)             | Tyler Hamilton (2/3)      | razveljavljeno             | Aleksander Vinokurov (4/4) | 2003 |
| 2004 | Jörg Jaksche                      | Paolo Bettini            | M. A. Martín Perdiguero           | Denis Menčov                | Tyler Hamilton (3/3)      | Iban Mayo (2/2)            | Jan Ullrich                | 2004 |
| 2005 | Bobby Julich                      | Óscar Freire             | Jaroslav Popovič                  | Danilo Di Luca              | Santiago Botero           | Iñigo Landaluze            | Aitor González             | 2005 |
| 2006 | Floyd Landis                      | Thomas Dekker (1/2)      | David Canada                      | J.A. Gómez Marchante        | Cadel Evans (1/3)         | razveljavljeno             | Koldo Gil.                 | 2006 |
| 2007 | Alberto Contador (1/7)            | Andreas Klöden (3/5)     | Vladimir Karpec                   | Juan José Cobo              | Thomas Dekker (2/2)       | Christophe Moreau          | Vladimir Karpec            | 2007 |
| 2008 | Davide Rebellin (2/2)             | Fabian Cancellara        | Gustavo César                     | Alberto Contador (2/7)      | Andreas Klöden (4/5)      | Alejandro Valverde (1/6)   | Roman Kreuziger (1/2)      | 2008 |
| 2009 | Luis León Sánchez                 | Michele Scarponi (1/2)   | Alejandro Valverde (2/6)          | Alberto Contador (3/7)      | Roman Kreuziger (2/2)     | Alejandro Valverde (3/6)   | Fabian Cancellara          | 2009 |
| 2010 | Alberto Contador (4/7)            | Stefano Garzelli         | Joaquim Rodríguez (1/3)           | Chris Horner                | Simon Špilak (1/3)        | Janez Brajkovič            | Fränk Schleck              | 2010 |
| 2011 | Tony Martin                       | Cadel Evans (2/3)        | Michele Scarponi (2/2)            | Andreas Klöden (5/5)        | Cadel Evans (3/3)         | Bradley Wiggins (1/4)      | Levi Leipheimer            | 2011 |
| 2012 | Bradley Wiggins (2/4)             | Vincenzo Nibali (1/2)    | Michael Albasini                  | Samuel Sánchez              | Bradley Wiggins (3/4)     | Bradley Wiggins (4/4)      | Rui Costa (1/3)            | 2012 |
| 2013 | Richie Porte (1/6)                | Vincenzo Nibali (2/2)    | Dan Martin                        | Nairo Quintana (1/5)        | Chris Froome (1/5)        | Chris Froome (2/5)         | Rui Costa (2/3)            | 2013 |
| 2014 | Carlos Betancur                   | Alberto Contador (5/7)   | Joaquim Rodríguez (2/3)           | Alberto Contador (6/7)      | Chris Froome (3/5)        | Andrew Talansky            | Rui Costa (3/3)            | 2014 |
| 2015 | Richie Porte (2/6)                | Nairo Quintana (2/5)     | Richie Porte (3/6)                | Joaquim Rodríguez (3/3)     | Ilnur Zakarin             | Chris Froome (4/5)         | Simon Špilak (2/3)         | 2015 |
| 2016 | Geraint Thomas (1/4)              | Greg Van Avermaet        | Nairo Quintana (3/5)              | Alberto Contador (7/7)      | Nairo Quintana (4/5)      | Chris Froome (5/5)         | Miguel Ángel López (1/2)   | 2016 |
| 2017 | Sergio Henao                      | Nairo Quintana (5/5)     | Alejandro Valverde (4/6)          | Alejandro Valverde (5/6)    | Richie Porte (4/6)        | Jakob Fuglsang (1/2)       | Simon Špilak (3/3)         | 2017 |
| 2018 | Marc Soler                        | Michał Kwiatkowski       | Alejandro Valverde (6/6)          | Primož Roglič (1/11)        | Primož Roglič (2/11)      | Geraint Thomas (2/4)       | Richie Porte (5/6)         | 2018 |
| 2019 | Egan Bernal (1/2)                 | Primož Roglič (3/11)     | Miguel Ángel López (2/2)          | Ion Izagirre                | Primož Roglič (4/11)      | Jakob Fuglsang (2/2)       | Egan Bernal (2/2)          | 2019 |
| 2020 | Max Schachmann (1/2)              | Simon Yates              | odpoved zaradi covida–19          | odpoved zaradi covida–19    | odpoved zaradi covida–19  | Daniel Martínez (1/2)      | odpoved zaradi covida–19   | 2020 |
| 2021 | Max Schachmann (2/2)              | Tadej Pogačar (1/5)      | Adam Yates (1/3)                  | Primož Roglič (5/11)        | Geraint Thomas (3/4)      | Richie Porte (6/6)         | Richard Carapaz            | 2021 |
| 2022 | Primož Roglič (6/11)              | Tadej Pogačar (2/5)      | Sergio Higuita                    | Daniel Martínez (2/2)       | Aleksander Vlasov         | Primož Roglič (7/11)       | Geraint Thomas (4/4)       | 2022 |
| 2023 | Tadej Pogačar (3/5)               | Primož Roglič (8/11)     | Primož Roglič (9/11)              | Jonas Vingegaard (1/3)      | Adam Yates (2/3)          | Jonas Vingegaard (2/3)     | Mattias Skjelmose          | 2023 |
| 2024 | Matteo Jorgenson (1/2)            | Jonas Vingegaard (3/3)   | Tadej Pogačar (4/5)               | Juan Ayuso (1/2)            | Daniel Martínez           | Primož Roglič (10/11)      | Adam Yates (3/3)           | 2024 |
| 2025 | Matteo Jorgenson (2/2)            | Juan Ayuso (2/2)         | Primož Roglič (11/11)             | Joao Almeida (1/3)          | Joao Almeida (2/3)        | Tadej Pogačar (5/5)        | Joao Almeida (3/3)         | 2025 |
| Leto | Pariz–Nica                        | Tirreno–Adriatico        | Dirka po Kataloniji               | Dirka po Baskiji            | Dirka po Romandiji        | Auvergne-Rona-Alpe         | Dirka po Švici             | Leto |

### Tri zmage v eni sezoni
| Kolesar         | Leto | Pa–Nica | Tirr–Adr | Katalonija | Baskija | Romandija | A-R-A | Švica |
| --------------- | ---- | ------- | -------- | ---------- | ------- | --------- | ----- | ----- |
| Sean Kelly      | 1984 | Da      | N        | Da         | Da      | N         | N     | N     |
| Sean Kelly      | 1986 | Da      | N        | Da         | Da      | N         | N     | N     |
| Bradley Wiggins | 2012 | Da      | N        | N          | N       | Da        | Da    | N     |
| João Almeida    | 2025 | N       | N        | N          | Da      | Da        | N     | Da    |

### Različne zmage
| kolesar          | Zmage | Pa–Nica | Tirr–Adr | Katalonija | Baskija | Romandija | A-R-A | Švica |
| ---------------- | ----- | ------- | -------- | ---------- | ------- | --------- | ----- | ----- |
| Primož Roglič    | 6     | Da      | Da       | Da         | Da      | Da        | Da    | N     |
| Eddy Merckx      | 5     | Da      | N        | Da         | N       | Da        | Da    | Da    |
| Richie Porte     | 5     | Da      | N        | Da         | N       | Da        | Da    | Da    |
| Jacques Anquetil | 4     | Da      | N        | Da         | Da      | N         | Da    | N     |
| Sean Kelly       | 4     | Da      | N        | Da         | Da      | N         | N     | Da    |
| Tony Rominger    | 4     | Da      | Da       | N          | Da      | Da        | N     | N     |
| Laurent Jalabert | 4     | Da      | N        | Da         | Da      | Da        | N     | N     |
| Alex Zülle       | 4     | Da      | N        | Da         | Da      | N         | N     | Da    |
| Andreas Klöden   | 4     | Da      | Da       | N          | Da      | Da        | N     | N     |
| Geraint Thomas   | 4     | Da      | N        | N          | N       | Da        | Da    | Da    |
| Tadej Pogačar    | 4     | Da      | Da       | Da         | N       | N         | Da    | N     |

### Večkratni zmagovalci
| Zmage           | Kolesar               | Edicija                                                            |
| --------------- | --------------------- | ------------------------------------------------------------------ |
| 14              | Sean Kelly            | 1982, 1983 (2x), 1984 (3x), 1985, 1986 (3x), 1987 (2x), 1988, 1990 |
| 11              | Primož Roglič         | 2018 (2x), 2019 (2x), 2021, 2022 (2x), 2023 (2x), 2024, 2025       |
| 9               | Jacques Anquetil      | 1957, 1961, 1963 (2x), 1965 (2x), 1966, 1967, 1969                 |
| 9               | Tony Rominger         | 1989, 1990, 1991 (2x), 1992, 1993, 1994 (2x), 1995                 |
| 8               | Mariano Cañardo       | 1928, 1929, 1930 (2x), 1932, 1935, 1936, 1939                      |
| 7               | Eddy Merckx           | 1968 (2x), 1969, 1970, 1971 (2x), 1974                             |
| 7               | Roger De Vlaeminck    | 1972, 1973, 1974, 1975 (2x), 1976, 1977                            |
| 7               | Miguel Induráin       | 1988, 1989, 1990, 1991, 1992, 1995, 1996                           |
| 7               | Alberto Contador      | 2007, 2008, 2009, 2010, 2014 (2x), 2016                            |
| 6               | Luis Ocaña            | 1970, 1971 (2x), 1972, 1973 (2x)                                   |
| 6               | Laurent Jalabert      | 1995 (2x), 1996, 1997, 1999 (2x)                                   |
| 6               | Richie Porte          | 2013, 2015 (2x), 2017, 2018, 2021                                  |
| 5               | Ferdinand Kübler      | 1942, 1948 (2x), 1951 (2x)                                         |
| 5               | Pasquale Fornara      | 1952, 1954, 1956, 1957, 1958                                       |
| 5               | Joop Zoetemelk        | 1974 (2x), 1975, 1979, 1985                                        |
| 5               | Alex Zülle            | 1993, 1995, 1996, 1997, 2002                                       |
| 5               | Andreas Klöden        | 2000 (2x), 2007, 2008, 2011                                        |
| 5               | Chris Froome          | 2013 (2x), 2014, 2015, 2016                                        |
| 5               | Nairo Quintana        | 2013, 2015, 2016 (2x), 2017                                        |
| 5               | Tadej Pogačar         | 2021, 2022, 2023, 2024, 2025                                       |
| 4               | Gino Bartali          | 1935, 1946, 1947, 1949                                             |
| 4               | Hugo Koblet           | 1950, 1953 (2x), 1955                                              |
| 4               | Raymond Poulidor      | 1966, 1969, 1972, 1973                                             |
| 4               | Bernard Thévenet      | 1972, 1974, 1975, 1976                                             |
| 4               | José Antonio González | 1972, 1975, 1977, 1978                                             |
| 4               | Bernard Hinault       | 1977, 1979, 1980, 1981                                             |
| 4               | Giuseppe Saronni      | 1978, 1979, 1982 (2x)                                              |
| 4               | Aleksander Vinokurov  | 1999, 2002, 2003 (2x)                                              |
| 4               | Bradley Wiggins       | 2011, 2012 (3x)                                                    |
| 4               | Geraint Thomas        | 2016, 2018, 2021, 2022                                             |
| 3               | Nello Lauredi         | 1950, 1951, 1954                                                   |
| 3               | Louis Rostollan       | 1958, 1960, 1961                                                   |
| 3               | Vittorio Adorni       | 1965, 1967, 1969                                                   |
| 3               | Franco Bitossi        | 1965, 1967, 1970                                                   |
| 3               | Gianni Motta          | 1966, 1967, 1971                                                   |
| 3               | Franceso Moser        | 1978, 1980, 1981                                                   |
| 3               | Phil Anderson         | 1985 (2x), 1989                                                    |
| 3               | Andrew Hampsten       | 1986, 1987, 1992                                                   |
| 3               | Pascal Richard        | 1993, 1994 (2x)                                                    |
| 3               | Laurent Dufaux        | 1993, 1994, 1998                                                   |
| 3               | Tyler Hamilton        | 2000, 2003, 2004                                                   |
| 3               | Dario Frigo           | 2001 (2x), 2002                                                    |
| 3               | Cadel Evans           | 2006, 2011 (2x)                                                    |
| 3               | Joaquim Rodríguez     | 2010, 2014, 2015                                                   |
| 3               | Simon Špilak          | 2010, 2015, 2017                                                   |
| 3               | Rui Costa             | 2012, 2013, 2014                                                   |
| 3               | Adam Yates            | 2021, 2023, 2024                                                   |
| 3               | Jonas Vingegaard      | 2023 (2x), 2024                                                    |
| 3               | Joao Almeida          | 2024 (3x)                                                          |
| 2               | Mució Miquel          | 1924, 1925                                                         |
| 2               | Maurice De Waele      | 1928, 1929                                                         |
| 2               | Maurice Archambaud    | 1936, 1939                                                         |
| 2               | Julián Berrendero     | 1943, 1946                                                         |
| 2               | Emilio Rodríguez      | 1947, 1948                                                         |
| 2               | Édouard Fachleitner   | 1948, 1950                                                         |
| 2               | Louison Bobet         | 1952, 1955                                                         |
| 2               | Miguel Poblet         | 1952, 1960                                                         |
| 2               | Jean Dotto            | 1952, 1960                                                         |
| 2               | Salvador Botella      | 1953, 1959                                                         |
| 2               | Raymond Impanis       | 1954, 1960                                                         |
| 2               | Fred De Bruyne        | 1956, 1958                                                         |
| 2               | Hans Junkermann       | 1959, 1962                                                         |
| 2               | Rolf Maurer           | 1964 (2x)                                                          |
| 2               | Louis Pfenninger      | 1968, 1972                                                         |
| 2               | Freddy Maertens       | 1977 (2x)                                                          |
| 2               | Michel Pollentier     | 1977, 1978                                                         |
| 2               | Johan van der Velde   | 1978, 1980                                                         |
| 2               | Alberto Fernández     | 1980, 1982                                                         |
| 2               | Tommy Prim            | 1981, 1984                                                         |
| 2               | Beat Breu             | 1981, 1989                                                         |
| 2               | Julián Gorospe        | 1983, 1990                                                         |
| 2               | Urs Zimmermann        | 1984, 1986                                                         |
| 2               | Robert Millar         | 1985, 1990                                                         |
| 2               | Luis Herrera          | 1988, 1991                                                         |
| 2               | Claudio Chiappucci    | 1991, 1994                                                         |
| 2               | Giorgio Furlan        | 1992, 1994                                                         |
| 2               | Pavel Tonkov          | 1995, 1997                                                         |
| 2               | Davide Rebellin       | 2001, 2008                                                         |
| 2               | Iban Mayo             | 2003, 2004                                                         |
| 2               | Thomas Dekker         | 2006, 2007                                                         |
| 2               | Roman Kreuziger       | 2008, 2009                                                         |
| 2               | Michele Scarponi      | 2009, 2011                                                         |
| 2               | Miguel Ángel López    | 2016, 2019                                                         |
| 2               | Jakob Fuglsang        | 2017, 2019                                                         |
| 2               | Egan Bernal           | 2019 (2x)                                                          |
| 2               | Max Schachmann        | 2020, 2021                                                         |
| 2               | Daniel Martínez       | 2020, 2022                                                         |
| 2               | Matteo Jorgenson      | 2024, 2025                                                         |
| 2               | Juan Ayuso            | 2024, 2025                                                         |
| ............... |                       |                                                                    |
| 1               | Janez Brajkovič       | 2010                                                               |

### Zmage po državah
| Zmage | Država                  |
| ----- | ----------------------- |
| 115   | Španija                 |
| 78    | Francija                |
| 77    | Italija                 |
| 53    | Švica                   |
| 45    | Belgija                 |
| 21    | Velika Britanija        |
| 20    | Slovenija               |
| 20    | Irska                   |
| 20    | Kolumbija               |
| 18    | Nizozemska              |
| 14    | Združene države Amerike |
| 12    | Avstralija              |
| 11    | Nemčija                 |
| 8     | Danska                  |
| 6     | Rusija                  |
| 6     | Portugalska             |
| 4     | Kazakhstan              |
| 3     | Zahodna Nemčija         |
| 3     | Avstrija                |
| 3     | Švedska                 |
| 3     | Luksemburg              |
| 3     | brez zmagovalca         |
| 2     | Poljska                 |
| 2     | Norveška                |
| 2     | Češka                   |
| 1     | Tretji rajh             |
| 1     | Ukrajina                |
| 1     | Litva                   |
| 1     | Ekvador                 |
| 1     | brez zastave            |

## Zaznamki
1. 1 2 3 4 5  Dirka Auvergne−Rona−Alpe je bila do konca dirke leta 2025 znana kot Dirka oz. Kriterij po Dofineji, že naslednji dan pa so jo preimenovali.
2. ↑  Leta 2012 so Armstrongu naknadno, zaradi dopinga, odvzeli zmago, ki jo je dosegel na Dirki po Švici (2001) in jo nato dodelili Gilberto Simoniju.[2]
3. ↑  Šele leta 2013 so Lancu Armstrongu naknadno, po priznanju jemanja dopinga, odvzeli zmago, ki jo je dosegel na Dirki po Dofineji leta 2002.[2]
4. ↑  Šele leta 2013 so Lancu Armstrongu naknadno, po priznanju jemanja dopinga, odvzeli zmago, ki jo je dosegel na Dirki po Dofineji leta 2003.[2]
5. ↑  Šele leta 2012 so Lancu Armstrongu naknadno, po priznanju jemanja dopinga, odvzeli zmago, ki jo je dosegel na Dirki po Dofineji leta 2006.[2]
6. ↑  Leta 2012 so Janu Ullrichu naknadno (doping), brisali vse rezultate od 2005 naprej. Namesto Ulricha je v Švici (2006) zmaga pripadla Koldo Gilu.[3]
7. ↑  Leta 2012 so Contadorju naknadno, zaradi dopinga, odvzeli zmago, ki jo je dosegel na Dirki po Kataloniji (2011) in jo dodelili Michele Scarponiju.[4]
8. 1 2  Ruski kolesar Aleksandr Vlasov je zaradi sankcij svoje države leta 2022 tekmoval oz. zmagal brez oziroma pod nevtralno zastavo.
9. ↑  Dirke 3-krat niso imele zmagovalca, saj so Lancu Armstrongu te bile naknadno odvzete. Mesto zmagovalca pa so pustili prazno.